# Gobiconodontidae
De Gobiconodontidae zijn een familie van uitgestorven zoogdieren die varieerde van het Midden-Jura tot het vroege Laat-Krijt, hoewel het meest voorkomt tijdens het Vroeg-Krijt. De Gobiconodontiden vormen een diverse afstamming van carnivore niet-therische zoogdieren en omvatten enkele van de best bewaarde zoogdierspecimens uit het Mesozoïcum.

## Biologie
Net als veel andere niet-therische zoogdieren, behielden gobiocontiden klassieke zoogdiersynapomorfieën zoals epipubische botten (en waarschijnlijk de bijbehorende reproductieve vernauwingen zodat ze wellicht eieren legden), gifsporen aan de voeten en gespreide ledematen. Uit Spinolestes weten we ook dat ze een vacht hadden die leek op die van moderne zoogdieren, met samengestelde haarzakjes met primaire en secundaire haren. Spinolestes had ook een duidelijk diafragma (middenrif) zoals moderne zoogdieren, evenals stekels, huidschubben en een verbeend Meckels kraakbeen (cartilago arcus pharyngei primi), de oude kieuwboog in de achterste onderkaak. Bovendien kan het ook tekenen van dermatofytose vertonen, wat suggereert dat gobiconodontiden, net als moderne zoogdieren, kwetsbaar waren voor dit type schimmelinfectie.
Het gobiconodontide gebit, dat klassiek triconodont is (met drie knobbels op een rij op de kiezen), heeft geen analogie bij levende zoogdieren, dus vergelijkingen zijn moeilijk te trekken. Net als bij amphilestiden, maar in tegenstelling tot triconodontiden, vindt occlusie plaats doordat de kiezen in wezen in elkaar grijpen, waarbij de onderste knobbel 'a' in feite tussen twee bovenste kiezen past. Niettemin is het duidelijk dat de meeste, zo niet alle gobiconodontiden voornamelijk carnivoor waren, gezien de aanwezigheid van lange, scherpe hoektanden en snijtanden, premolaren met scherpe hoofdcuspen die goed geschikt waren om prooien te grijpen en te doorboren, sterke ontwikkeling van het onderkaakabductorspierstelsel, botplettend vermogen bij ten minste sommige soorten en verschillende andere kenmerken.
Gobiconodontiden behoren vaak tot de grootste zoogdieren in faunale verzamelingen uit het Mesozoïcum, met vormen als Repenomamus en Gobiconodon van meer dan twee kilo. Ze behoorden tot de eerste zoogdieren die gespecialiseerd waren in het jagen op gewervelde prooien en bezetten waarschijnlijk de hoogste trofische niveaus onder zoogdieren (de toenmalige dinosauriërs bezetten de echt hoge niveaus) in hun faunale gemeenschappen. Verschillende vormen zoals Gobiconodon en Repenomamus tonen bewijs van aaseten, als een van de weinige zoogdieren uit het Mesozoïcum die zich daar in belangrijke mate op toelegden.
In ieder geval in carnivore niches, werden gobiconodontiden waarschijnlijk uiteindelijk vervangen door deltatheroide metatheria, die de dominante carnivore zoogdieren waren in faunale verzamelingen uit het Laat-Krijt. Concurrentie tussen beide groepen is niet bevestigd, maar in Azië wordt de gobiconodontide diversiteit uit het Vroeg-Krijt volledig vervangen door een deltatheroiden, terwijl in Noord-Amerika Nanocuris verschijnt na het wegvallen van Gobiconodon en andere grotere eutriconodonten.
Spinolestes had tenminste xenarthrose wervels en beenschubben, convergerend met die van moderne Xenarthra en in mindere mate de pantserspitsmuis. Dit geslacht kan een ecologische rol hebben gespeeld die vergelijkbaar is met die van de moderne miereneters, de schubdieren, de echidna's, het aardvarken, de aardwolf en de numbat, na Fruitafossor het tweede bekende taxon uit het Mesozoïcum met die aanpassing.
Uniek onder zoogdieren uit de kroongroep is, dat gobiconodontiden hun molariforme tanden vervingen door opvolgers van vergelijkbare complexiteit, terwijl bij andere zoogdieren minder complexe vervangingen de norm zijn — als ze überhaupt nog vervangingstanden aanmaakten.

## Fylogenie
Cladogram naar Marisol Montellano, James A. Hopson, James M. Clark (2008) en Gao et alii (2010):
|  | ? Meemannodon |
|  |               |
|  | Repenomamus   |
|  |               |

|  | Gobiconodon   |
|  |               |
|  | Huasteconodon |
|  |               |

|  | ? Meemannodon |
|  |               |
|  | Repenomamus   |
|  |               |

|  | Gobiconodon   |
|  |               |
|  | Huasteconodon |
|  |               |

|  | ? Meemannodon |
|  |               |
|  | Repenomamus   |
|  |               |

|  | Gobiconodon   |
|  |               |
|  | Huasteconodon |
|  |               |

|  | ? Meemannodon |
|  |               |
|  | Repenomamus   |
|  |               |

|  | Gobiconodon   |
|  |               |
|  | Huasteconodon |
|  |               |

## Geslachten
- Fuxinoconodon
- Gobiconodon Trofimov, 1978
- Hangjinia Godefroit & Guo, 1999
- Huasteconodon Montellano et al., 2008
- Meemannodon Meng et al., 2005
- Repenomamus Li et al., 2000
- Spinolestes